# 杰拉奇锡库洛
杰拉奇锡库洛（義大利語：Geraci Siculo），是意大利西西里大区巴勒莫广域市的一个市镇。总面积112平方公里，人口1941人，人口密度17.3人/平方公里（2009年）。ISTAT代码为082037。